# Diego Cagna
Pour les articles homonymes, voir Cagna.
Diego Cagna né le 19 avril 1970 à Buenos Aires, est un entraîneur et ancien joueur de football.

## Formé au Argentinos Juniors
Cagna joue pour l'Argentinos Juniors dès son plus jeune âge et intègre les rangs professionnels lors de la saison 1988-1989 tout juste à l'âge de dix-huit ans. La saison se termine par une 8e position et d'une qualification en Liguilla pré-Libertadores. L'équipe fait un exploit en éliminant le CA River Plate en quart (2-1 ; 0-1) mais est stoppé dans son élan par le San Lorenzo en demi 3-1. 
Après cette saison mouvementé, L'Argentinos aligne une 9e place mais revienne dans le haut du tableau en prenant la 4e place au tournoi d'ouverture mais s'effondre à celui de clôture en prenant la 18e position. Le club participe quand même à la Liguilla Pre-Libertadores mais est sorti en quart par le Boca Juniors (0-1 ; 2-0).
La saison 1991-1992 est décevante avec une 9e place au tournoi d'ouverture et une 15e à celui de clôture. Cagna quitte l'Argentinos pour l'Independiente et participe à la Coupe des confédérations 1992 et rentrera à la place de José Luis Villarreal à la 75e minute des demi face et à la 81e de la finale.
Cagna débute sous ses nouvelles couleurs en 1992-1993 une saison moyenne avec une 15e décevante au tournoi d'ouverture mais le club remonte et prend la seconde place du tournoi de clôture malgré cette belle fin de saison le club ne dispute pas les qualifications pour la Copa Libertadores. La saison 1993-1994 est mieux, le club finit 5e du tournoi d'ouverture et remporte le tournoi de clôture; le club participe donc à la Copa Libertadores 1995.
La saison 1994-1995 est moins joyeuse avec une 11e place aux deux championnat et une élimination en Copa Libertadores en huitième face au Vélez Sársfield (0-3 ; 2-2).
L'Independiente finit en 1995-1996 finit 14e et 12e, Cagna décide de quitter le club pour le Boca Juniors.
La première saison avec son nouveau club est compliquée avec une 10e et 9e position. C'est à partir de la saison 1998-1999 que Cagna commence à remporter des titres. La saison 1997-1998 se termine par une 2e place à l'ouverture et 6e à la clôture. Le Boca remporte le tournoi d'ouverture 1998-1999 et celui de fermeture.
En 1999, Cagna s'exporte en Espagne pour faire monter le Villarreal en première division; le club prend le 7e rang en 2000-2001 et le 15e en 2001-2002. Il fait un détour au Mexique où il terminera 16e du tournoi d'été et revient en 2003 en Argentine au Boca Juniors où il remportera le tournoi d'ouverture 2003 et terminera second à la clôture. Le Boca remporte la Copa Libertadores 2003 en battant en finale Santos (2-0 ; 1-3) et remporte la Coupe intercontinentale. Il remporte ensuite le Championnat d'ouverture 2005 et plusieurs coupe continentale.

## Palmarès
- Tournoi d'ouverture du championnat argentin : 1998, 2003, 2005
- Tournoi de clôture du championnat argentin : 1999
- Copa Libertadores : 2003
- Coupe intercontinental : 2003
- Copa Sudamericana : 2004, 2005
- Recopa Sudamericana : 2005